# Vertiefte und umfassende Freihandelszone

Europäische Union (EU)
Vertiefte und umfassende Freihandelszone (DCFTA)
Europäische Freihandelsassoziation (EFTA)
Europäische Zollunion (EUCU)

Die Vertiefte und umfassende Freihandelszone (englisch Deep and Comprehensive Free Trade Area, DCFTA) ist eine Freihandelszone, die die Europäische Union mit drei Ländern der Östlichen Partnerschaft, Georgien, Moldau und der Ukraine, beschlossen hat.
Die Anwendung der Handelsbestimmungen des Assoziierungsabkommens treten schrittweise in Kraft. Zwischen der EU, Georgien und Moldau sind sie seit dem 1. September 2014 wirksam. Seit dem 1. Januar 2016 ist auch die Ukraine Mitglied der DCFTA.